# Tusse
Tusse, egentligen Toussaint Chiza (uttal: /tu'sɛ̃ ʃi'za/), född 1 januari 2002 i Kongo-Kinshasa, är en svensk sångare. Han vann Idol 2019 och med låten "Voices" vann han även Melodifestivalen 2021, och representerade därmed Sverige i Eurovision Song Contest 2021 i Rotterdam. I finalen hamnade han på fjortonde plats med 109 poäng.

## Uppväxt
Tusse flydde som barn från sitt hemland Kongo-Kinshasa på grund av krig. Han kom som åttaåring till Sverige utan sina föräldrar och bodde sina första år i både Nora och Västerås innan han slutligen flyttade till en familj i den lilla byn Kullsbjörken nära orten Tällberg utanför Leksand i Dalarna, där han har bott sedan 2015. Under lång tid hade han ingen kontakt med sina biologiska föräldrar och misstänkte till och med att de kunde vara döda. När han var 13 år fick han dock kontakt med dem igen.

## Karriär
Tusse deltog i Talang 2018 där han tog sig till en av semifinalerna. Året efter sökte han till Idol 2019 och tog sig vidare till slutaudition för att sedan därefter ta sig vidare till kvalveckan och blev sedan en av deltagarna i topp 12. Den 29 november 2019 stod det klart att Tusse och Freddie Liljegren skulle möta varandra i finalen den 6 december. Finalen slutade med att Tusse vann tävlingen och fick släppa låten "Rain" på Itunes Store som sin vinnarlåt för nedladdning. Han blev därmed den yngsta manliga deltagaren, den första mörkhyade deltagaren och den första deltagaren född på 2000-talet i svenska Idols historia att vinna tävlingen.[källa behövs]
Den 22 november 2019 släpptes Tusses version av Whitney Houstons låt "How Will I Know" som han framförde i den andra fredagsfinalen av Idol. Som finalist fick han även spela in och lansera sin version av vinnarlåten "Rain" den 3 december på streamingtjänsten Spotify.
Den 10 april 2020 släpptes Tusses första singel efter Idol, "Innan du går", som också är hans första låt på svenska. Den 26 oktober meddelades det att han var en av de artister som var klara för Melodifestivalen 2021 och den 3 december stod klart att han skulle delta i tävlingen med låten "Voices" som är skriven av Joy och Linnea Deb, Jimmy "Joker" Thörnfeldt och Anderz Wrethov. Han tävlade i tredje deltävlingen där han tog sig direkt till final, och senare vann tävlingen med 175 poäng, 57 poäng mer än andra plats. Han fick flest poäng från både tittarna och den internationella jurygruppen.

### Eurovision Song Contest
Tusse representerade Sverige i Eurovision Song Contest i Rotterdam 2021. I den första semifinalen, den 18 maj, där melodin framfördes blev den en av de tio bidragen som fick flest poäng och gick därmed vidare till finalen av ESC som hölls den 22 maj. Han slutade på 14:e plats i finalen, vilket var Sveriges sämsta resultat i tävlingen sedan 2013.

### Sommarvärd
Den 7 augusti 2021 var Tusse sommarvärd i P1.  Den 10 november 2021 tilldelades Tusse Fryshusets grundare Anders Carlbergs minnespris som Årets unga förebild.

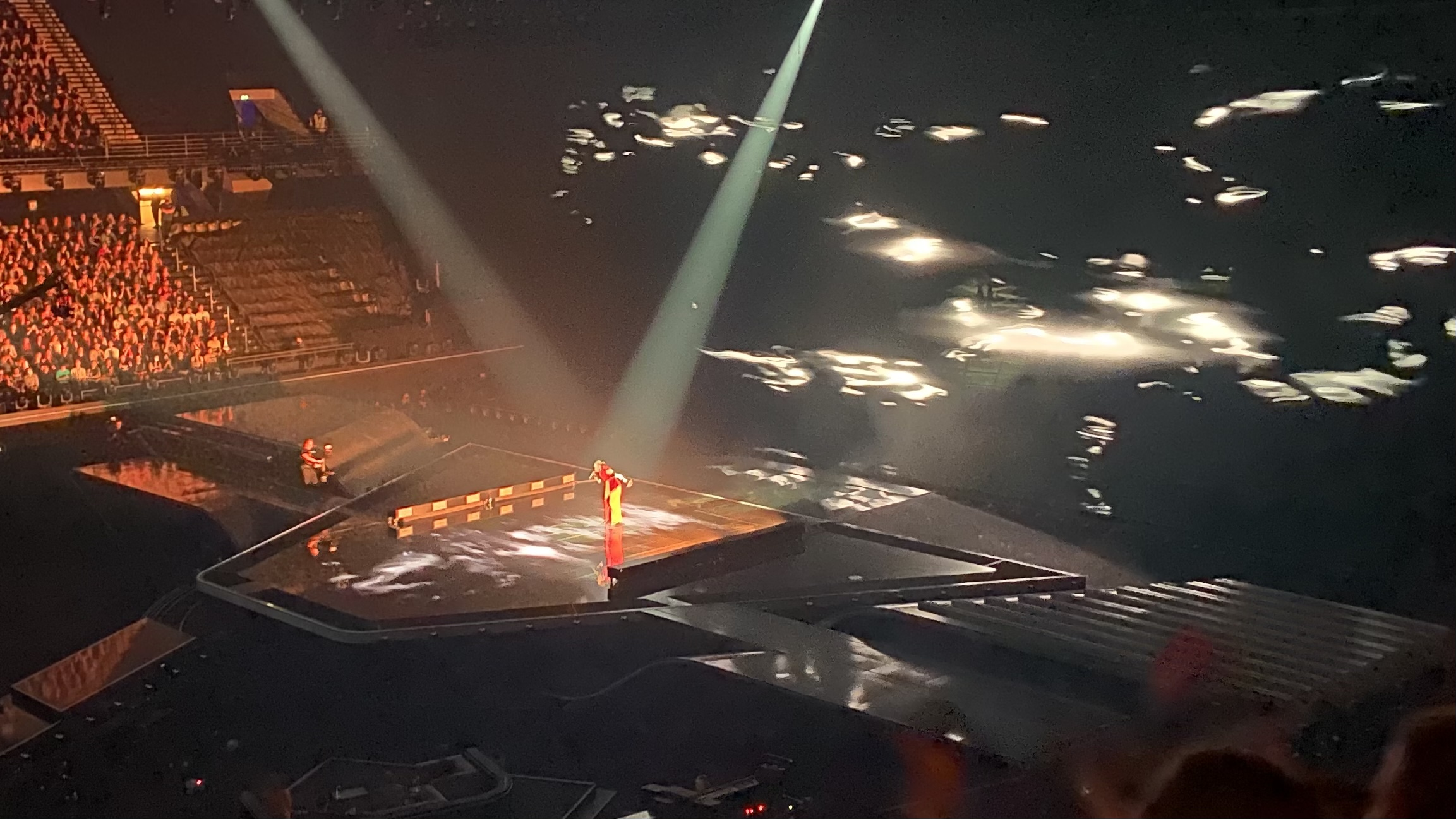
Tusse framför låten "Voices" under den första semifinalen av Eurovision Song Contest 2021.

## Diskografi

### Singlar
| Titel                                                          | År   | Position på Sverigetopplistan | Album   |
| -------------------------------------------------------------- | ---- | ----------------------------- | ------- |
| "How Will I Know"                                              | 2019 | —                             | Singlar |
| "Rain"                                                         | 2019 | 63                            | Singlar |
| "Innan du går"                                                 | 2020 | —                             | Singlar |
| "Jag tror på sommaren"                                         | 2020 | —                             | Singlar |
| "Crash"                                                        | 2020 | —                             | Singlar |
| "Voices"                                                       | 2021 | 1                             | Singlar |
| "Grow"                                                         | 2021 | —                             | Singlar |
| "Dream Of Gold"                                                | 2022 |                               | Singlar |
| "—" betyder att låten inte hamnade på topplistan eller släppts |      |                               |         |